# Irobot
iRobot er en amerikansk virksomhed, der producerer robotstøvsugere. Virksomheden blev grundlagt i 1990 af robotingeniører fra Massachusetts Institute of Technology[kilde mangler], og har siden hen lavet mange robotstøvsugere. Der iblandt iRobot Roomba 534, som en lille selvkørende støvsuger – deraf robotstøvsuger.[kilde mangler]